# Pseudo-história
Pseudo-história é um tipo de pseudociência que se apresenta como histórica, mas que não segue as convenções historiográficas e do método histórico.

## Críticas
A existência do conceito de pseudo-história presume que existe um método historiográfico correto e uma única versão verdadeira e objetiva dos fatos históricos. Esta concepção é incompatível com certas teorias metafísicas, especialmente o relativismo cultural e sua visão dos assuntos históricos, que rejeita a noção de qualquer verdade fora de linguagem (Veja, por exemplo, Richard Rorty Contingency, Irony, and Solidarity.).[carece de fontes?]

## Exemplos de pseudo-história
Alguns exemplos de pseudo-história frequentemente citados:
- O livro de Immanuel Velikovsky, Worlds in Collision
- O livro de Anatoly Timofeevich Fomenko, Nova Cronologia
- O livro de Heribert Illig, Phantom time hypothesis
- Priorado de Sião: obras tais como Holy Blood, Holy Grail, que conjeturam que Jesus Cristo se casou com Maria Madalena, que depois ambos se refugiaram na França e engendraram a linhagem dos reis merovíngios.
- Negacionismo do Holocausto: teorias de escritores como David Irving que sustentam que o Holocausto não teria ocorrido, seria um exagero.
- A hipótese de 1421 de Ganvin Menzies, que afirma que o marinheiro chinês Zheng He descobriu a América em 1421.
- O afrocentrismo.
- O livro O Código Da Vinci.